# Richard Rothe

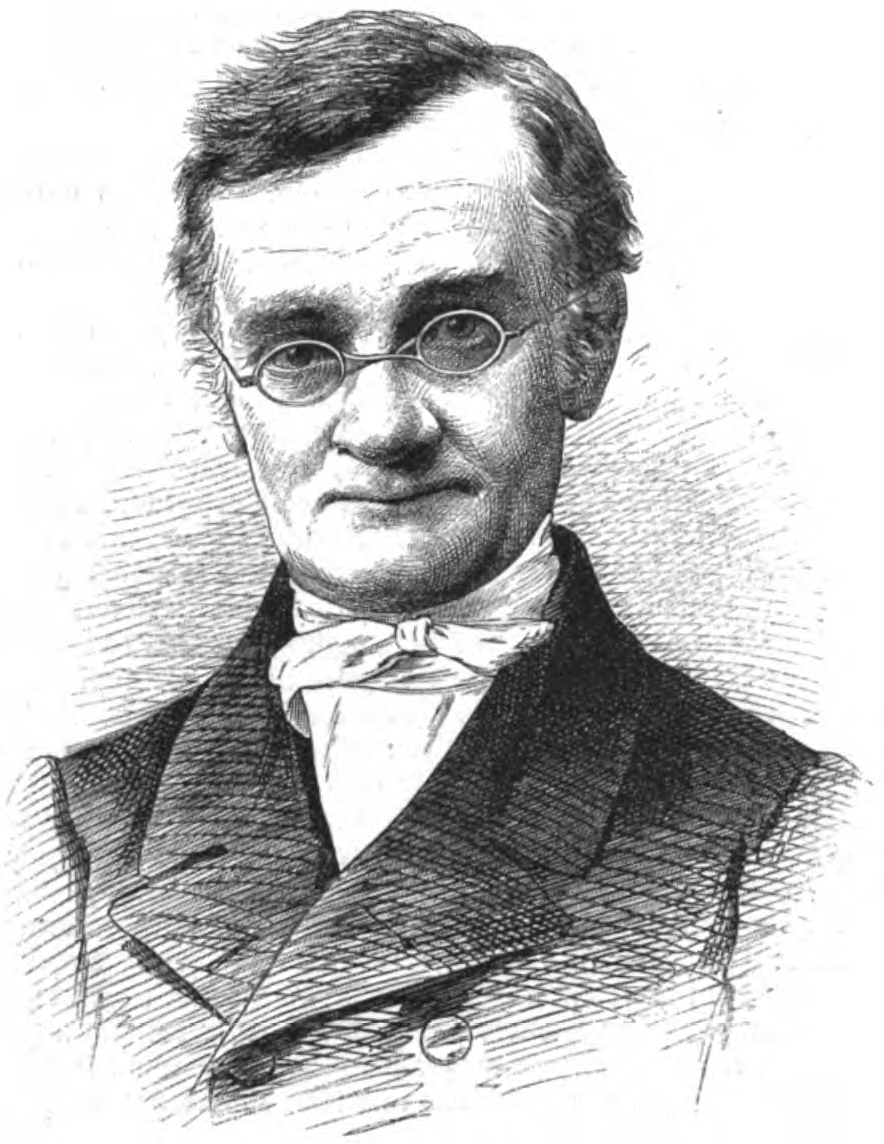
Richard Rothe.

Richard Rothe (28 de enero de 1799 - 20 de agosto de 1867) fue un teólogo luterano alemán.

## Biografía
Richard Rothe nació en Posen, que formaba entonces parte de Prusia. Estudió teología en la Universidad de Heidelberg así como en Berlín (1817-20) bajo influencia de los filósofos Karl Daub, Schleiermacher y Neander, e historiadores G. W. F. Hegel, Friedrich Creuzer y F. C. Schlosser los cuales, ejercieron una considerable influencia en la forma de su pensamiento a posteriori. Desde 1820 a 1822, estuvo dentro del seminario clerical en Witternberg. En el otoño de 1823, fue nombrado padre del Reino de Prusia en la embajada de Roma, en donde Baron Bunsen era el representante. En 1828, este puesto clerical lo cambió por el profesorado en seminario teológico de Wittenberg, de este modo, en 1832 llegó a ser también el segundo director y ephorus. En 1837, se mudó a Heidelberg donde fungió como profesor y director del nuevo seminario clerical. En 1849, aceptó una invitación de la Bonn como profesor y orador de la universidad. Sin embargo, en 1854 regresó a Heidelberg como profesor de teología, y posteriormente llegó a ser miembro del Oberkirchenrath, una posición que mantuvo hasta que murió. Falleció en Heidelberg.

## Teología
De joven, Rothe estaba interesado en el misticismo supernatural; sus autores de influencia fueron los de la escuela romántica, y Novalis permaneció durante toda su vida como su favorito. En Berlín y Wittenberg obtuvo clara influencia del Pietismo que era representado por hombres como Rudolf Stier y Friedrich Tholuck, aunque Tholuck lo llamó un "Cristiano moderno." Posteriormente confesó que, aunque había sido sincero su interés nunca había sido feliz con la corriente del Pietismo. En Roma bajo la ampliación de la influencia del arte clásico y eclesiástico, él aprendió a ver al Cristianismo en sus más universales aspectos, y empezó a desarrollar su pensamiento e ideal sobre la inseparable relación de la moralidad y la religión. Posteriormente, después de la revolución de julio de 1830, empezó a dar una definición más clara y peculiar sobre su punto de vista entre la Iglesia y el Estado. Estos hechos provocaron que rompiera la armonía entre su pensamiento pietista y su vida en Wittenberg. Su mudanza a Heidelberg y la publicación de sus primer importante obra Die Anfänge der christlichen Kirche und ihrer Verfassung (1837), coincide con el logro de su principal posición teológica con la que su nombre es asociada. Durante la mitad de este periodo de su carrera (1837-61). Estuvo recluido a la vida de docencia y escolástica. Así durante los próximos seis años de su vida llegó a ser defensor de la teología libre y de la Protestantenverein.
Rothe fue uno de los más importantes e influyentes teólogos alemanes modernos. Al igual que Schleiermacher combinó la facultad lógica de un espíritu intensamente religioso, mientras que sus tendencias filosóficas simpatizaban más con Hegel que con Schleiermacher, y el misticismo teosófico era más agradable para él que las abstracciones del filósofo  Spinoza, a la que Schleiermacher estaba influenciado. Se clasifica a sí mismo entre los teósofos, y afirmó ser un sobrenaturalista convencido y feliz en una era científica. Su sistema, aunque pueda parecer para contener los elementos dudosos o incluso fantásticas, se encuentra en su general, se esboza un gran conjunto noble, construido por una mente profunda, amplia, audaz y lógica. Una peculiaridad de su pensamiento era la naturaleza real de su espiritualidad: sus abstracciones son todas las existencias reales; sus entidades espirituales son reales y corporal; su verdad es un ser real. Por lo tanto Rothe, a diferencia de Schleiermacher, pone gran énfasis, por ejemplo, en la personalidad de Dios, sobre la realidad de los mundos de los espíritus buenos y malos, y en la segunda venida visible de Cristo. De ahí su sentimiento religioso y la especulación teológica exigieron su realización en un reino de Dios la misma extensión que la naturaleza del hombre, la historia mundana y la sociedad humana.

### Theologische Ethik
De esta manera, el sistema teológico de Rothe se convirtió en un Theologische Ethik, como lo tituló uno de sus libros (3 vols., 1845-1848). Este es el trabajo por el cual se mantiene vigente su reputación como escritor teólogo y ética. La primera edición fue publicada doce años antes de que la segunda (5 vols., 1867-1871) apareciera. El propósito del autor era escribir las diferentes versiones en una, pero murió cuando él había terminado los dos primeros volúmenes. El resto fue reimpreso desde la primera edición por el profesor Heinrich Holtzmann, donde además la pusieron de algunas notas y pensamientos dejados por el autor.
El Theologische Ethik comienza con un bosquejo general de su pensamiento y de la teología especulativa en sus dos apartados, la teología correcta y la cosmología. La cosmología está dentro de dos subdivisiones de Physik (el mundo de la naturaleza) y Ethik (el mundo del espíritu). Es la última subdivisión, de la que el autor ahondó en la obra. Después de un análisis de la conciencia religiosa, que produce la doctrina de un Dios personal y espiritual absoluta, Rothe procede a deducir de su idea de Dios, el proceso y la historia del desarrollo de la creatividad, que es eterna y compleja, pues su finalidad explica a los mundos de los espíritus, parcialmente autocreativo y compartiendo la personalidad absoluta del Creador.
Rothe considera al hombre natural como la consumación de la evolución de la naturaleza física, y obtiene el espíritu como la realización personal, con la ayuda divina, de esos seres en los que el proceso creativo más allá del desarrollo moral se desarrolla. Su teoría deja al hombre natural, sin vacilar, que será desarrollado por el proceso natural de la evolución animal. El logro de la etapa superior de desarrollo es la vocación religiosa y moral del hombre; esta etapa superior es la autodeterminación, el desempeño de cada función humana como un agente voluntario e inteligente, o como una persona, que tenga por efecto cósmico el sometimiento de todo el material a existencias espirituales. Este proceso personal de espiritualización es la continuación de la obra divina de la creación eterna. Así, la vida moral y la vida religiosa coinciden y, cuando lo normal son idénticos; ambos tienen el mismo objetivo y están ocupados con la misma tarea, la realización de la espiritualización del mundo. "Piedad, que se convierta en la verdad y la realidad, exige la moralidad como su cumplimiento, ya que el único elemento concreto en el que se dio cuenta de la idea de la comunión con Dios, la moralidad, que puede encontrar su perfecto desarrollo, requiere de la ayuda de la piedad, en la luz de las cuales solo se puede comprender su propia idea en toda su amplitud y profundidad ".
El proceso de desarrollo humano de Rothe considera tomar necesariamente una forma anormal que pasa por la fase del pecado. Esta condición anormal requiere un acto original y recurrente, el de la salvación, que era, sin embargo, desde el inicio parte del plan divino. Como se requiere una preparación para esta salvación revelación sobrenatural para la purificación y la revivificación de la conciencia religiosa, y el mismo Salvador tuvo que aparecer en la historia humana como una creación milagrosa, nacido de una mujer, pero no engendrado por un hombre. En consecuencia de Su nacimiento sobrenatural del Salvador, o el segundo Adán, estuvo libre de pecado original. Por medio de su propio desarrollo moral y religiosa hizo posible una relación de perfecta comunión entre Dios y el hombre, que era el nuevo y más elevado de la creación divina de la humanidad. Esta etapa de desarrollo inaugurado por el Salvador se logra por medio de su reino o de la comunidad de la salvación, que es a la vez moral y religiosa, y en la primera instancia y temporalmente sólo religiosa, es decir, una iglesia. Como los hombres alcanzan el pleno desarrollo de su naturaleza, y se apropian de la perfección del Salvador, la separación entre lo religioso y la vida moral se desvanecerá, y el Estado cristiano, como la más alta esfera de la vida humana que representa a todas las funciones humanas, desplazará la iglesia. "A medida que el Salvador cristianiza el estado por medio de la iglesia tiene el fin progresivo de la estructura de la iglesia probar la causa de su abolición." La decadencia de la iglesia no es, por tanto, lo que el autor lamentó, sino la consecuencia de la independencia y la integridad de la vida cristiana. La tercera sección de su obra -la Pflichtenlehre- es la que generalmente es más altamente valorada, y donde se muestra toda su fuerza como un pensador ético, sin ninguna mezcla de especulación teosófica.

### Otras obras
Desde su muerte, se han editado diferentes volúmenes de Rothe sobre su pensamiento y de sus conferencias sobre la historia de la homilética así como una colección de ensayos breves y meditaciones religiosas bajo el título de Stille Stunden Wittenberg, 1872.